# Центрування валів
Центрівку валів як технологічну операцію проводять центрувальними скобами, що встановлюються так, щоб при обертанні одного валу щодо іншого, вони не зачіпали одна одну, а вимірюваний зазор між ними був в межах 0,5-1 мм. Необхідно, щоб скоби були надійно закріплені на втулках, мали достатню жорсткість і не пружинили при вимірах. Радіальні і торцеві виміри проводити щупом або індикатором.
Центрівка проводиться в наступному порядку.
При суміщених монтажних мітках втулок скоба ставиться у вертикальне положення, яке буде нульовим (0°). Потім для запису вимірів радіальних і торцевих зазорів в положеннях 0°, 90°, 180°, 270°, а також результуючих даних, готується схема з п'яти кіл.
Усередині кола заносяться торцеві зазори, а поза нею — радіальні зазори. Торцеві зазори в нульовому положенні заміряють в чотирьох крапках (зверху, знизу, справа, зліва), а радіальний зазор по скобі — зверху. Результати вимірів заносять в коло для положення 0°. Якщо вимір торцевого зазору в нижній крапці провести неможливо, то його величину приймають рівній сумі бічних зазорів мінус величина верхнього зазору, а потім, повертаючи одночасно вали послідовно до положень 90°, 180°, 270°, вимірюють торцеві і радіальні зазори в кожному положенні.
Для контролю правильності вимірів після чотирьох вимірювань вали слід встановити в первинне положення (0°). Результати при цьому повинні збігатись із первинними. Результати вимірювань торцевих зазорів, отриманих в кожній однаково розташованій крапці на втулці, підсумовують і, для отримання середньої величини, ділять на число вимірювань в даній крапці. Це і є результуючим записом центрівки по торцю.
Виміри вважаються правильними, якщо сума верхніх і нижніх вимірів рівна сумі бічних, як по торцю, так і по колу. Різниця сум протилежних зазорів допускається не більше 0,02 мм.
При великих різницях необхідно знайти і усунути причину неточності вимірювань і повторити виміри торцевих і радіальних зазорів у всіх положеннях. Центрівка вважається задовільною, якщо різниця протилежних зазорів по колу і по торцю не перевищуватиме 0,1 мм.
У разі незадовільних результатів центрівки необхідно перемістити прицентровуючий вузол в горизонтальній або вертикальній площинах і всі операції по центрівці провести знов.

## Методи центрування валів
- Механічні:
  - Метод з використанням краю лінійки
  - Радіально-осьовий метод
  - Метод обернених індикаторів
- Методи лазерного центрування валів:
  - Однопроменеві системи з однією або двома мішенями
  - Двопроменеві лазерні системи